# Baccharis pilularis

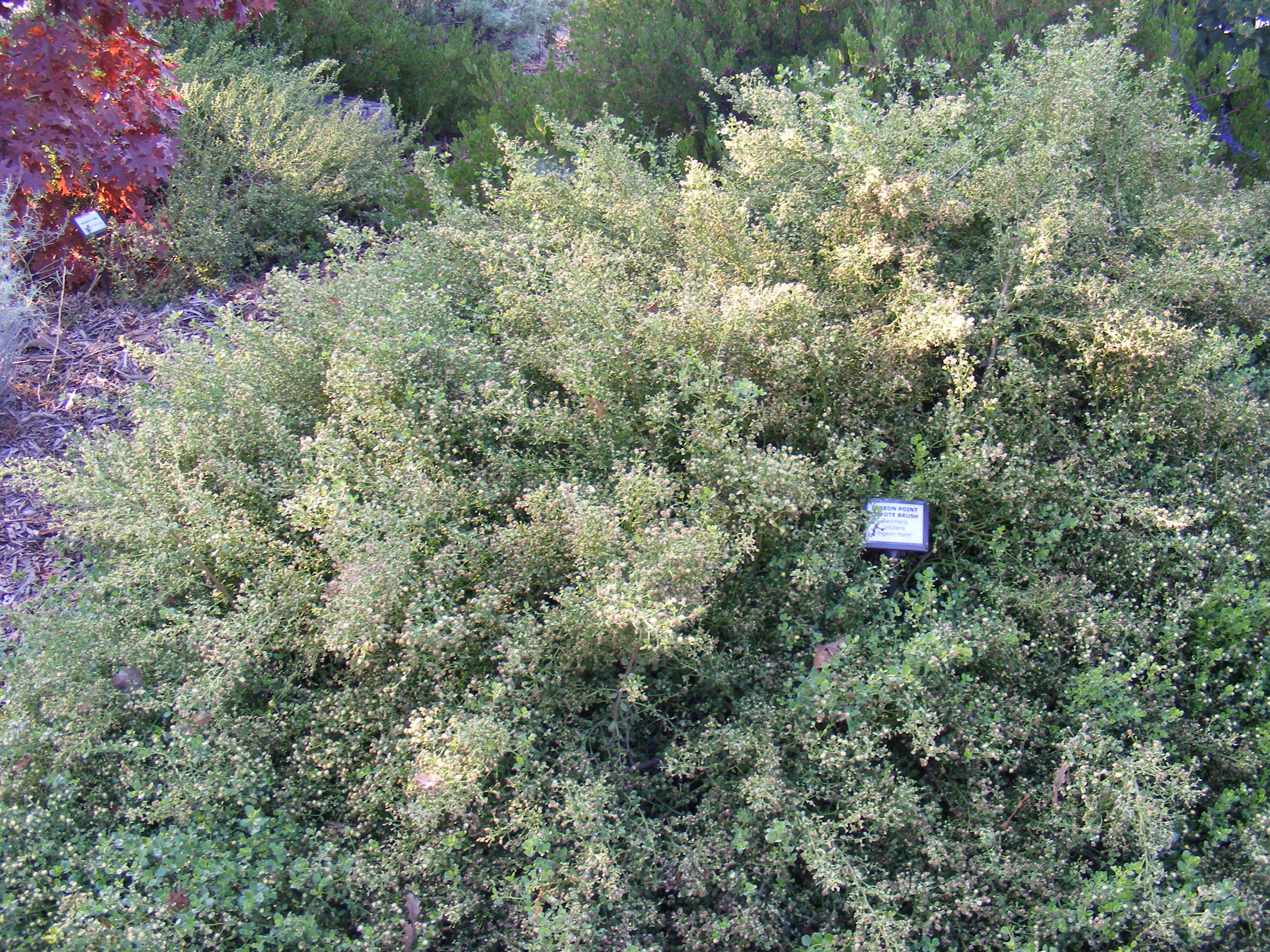
Baccharis pilularis floreciendo en un jardín

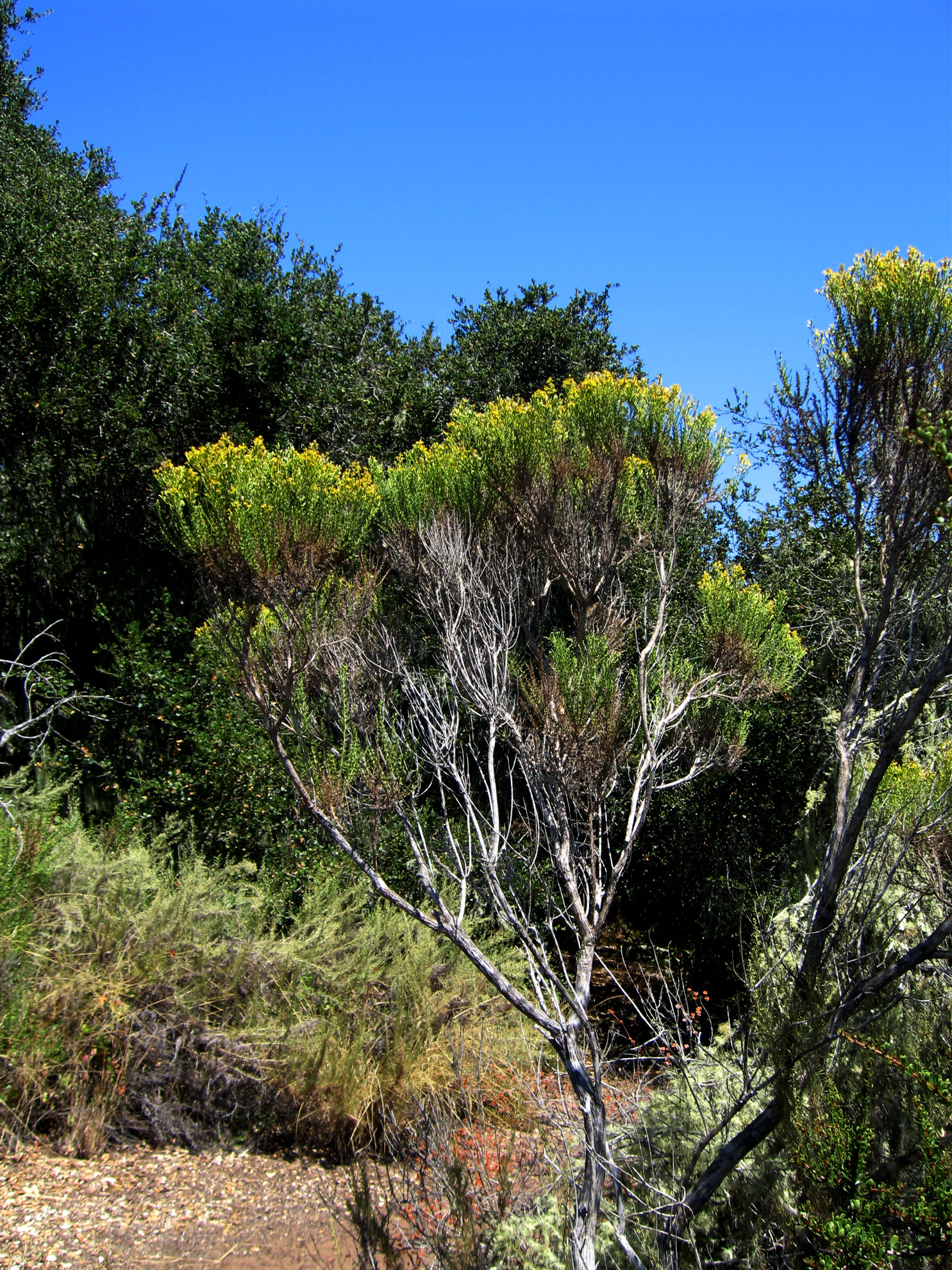
Baccharis pilularisen San Luis Obispo County

Baccharis pilularis, es una especie de arbusto perteneciente a la familia Asteraceae. Es originaria de California, Oregón, y Baja California.

## Descripción
Es un arbusto que alcanza un tamaño de menos de 3 metros de altura. Es glabro y pegajoso en general. Los tallos son postrados a erecto con las ramas que extendidas o ascendentes. Las hojas son de 8-55 mm de largo y son dentadas y oblanceoladas a obovadas, con tres venas principales. Las capitulescencias están en una panícula frondosa. Los involucros son hemisférico con forma de campana. Esta especie es dioica (las flores pistiladas y estaminadas se producen en plantas separadas). Tanto estaminadas y pistiladas son cabezas de 3.5-5 mm de largo. Filarios están en 4-6 series, ovados y glabros. Las flores estaminadas variar desde 20-30 y hay 19-43 flores pistiladas. Se encuentran en una variedad de hábitats, desde los acantilados costeros hasta bosques de robles. Las plantas erectas se mezclan generalmente (y se integran por completo) con plantas postradas.

## Ecología
Se le conoce como una planta pionera secundaria en comunidades como matorral costero y chaparral. En los pastizales de California, a los que llega tarde, los invade y aumenta en ausencia de fuego o pastoreo. La invasión de los pastizales es importante porque ayuda al establecimiento de otras especies de salvia costera. Baccharis pilularis es común en matorral costero, pero no se regenera bajo un dosel arbustivo cerrado porque el crecimiento de las plántulas es pobre en la sombra. Quercus agrifolia, Umbellularia californica, u otras especies tolerantes a la sombra reemplazan el matorral costero y otras áreas dominadas por Baccharis pilularis, sobre todo cuando no ha habido incendios o pastoreo.

## Cultivo
Baccharis pilularis se utiliza con frecuencia en el cultivo, con los cultivares de cobertura del suelo que tienen varias calidades de altura, el color y la textura de la hoja. Requiere un buen drenaje y el riego de verano moderado. Baccharis pilularis es también resistente a la sequía, muy útil para setos o cercas o para cubrir el suelo. Requiere riego una vez por semana hasta que se establezca y luego una vez por mes durante el primer verano. Puede madurar en uno a dos años.

## Taxonomía
Baccharis pilularis fue descrita por Augustin Pyrame de Candolle y publicado en Prodromus Systematis Naturalis Regni Vegetabilis 5: 407. 1836.
Etimología
Baccharis: nombre genérico que proviene del griego Bakkaris dado en honor de Baco, dios del vino, para una planta con una raíz fragante y reciclado por Linnaeus.
pilularis: epíteto latino 
Sinonimia
- Baccharis pilularis var. angustissima DC.
- Baccharis pilularis var. latifolia DC.

var. consanguinea (DC.) Kuntze
- Baccharis congesta DC.
- Baccharis consanguinea DC.
- Baccharis pilularis subsp. consanguinea (DC.) C.B.Wolf[4]